# Trigomphus hainanensis
Trigomphus hainanensis là loài chuồn chuồn trong họ Gomphidae. Loài này được Zhang & Tong mô tả khoa học đầu tiên năm 2009.